# Brugueres (Sant Pere de Vilamajor)
El veïnat de Brugueres és un dels set veïnats del municipi de Sant Pere de Vilamajor, juntament amb el veïnat de Santa Susanna de Vilamajor, el veïnat del Pla de Vilamajor, el veïnat de Canyes, el Bruguer, el Sot de l'Om i Boscassos i Vallserena. L'origen d'aquest veïnat és la vila d'origen romà o visigot Villa Brucarias; actualment és una agrupació de diverses masies disseminades de les quals destaquen Can Parera de Brugueres, cal Gall, can Pau de Brugueres, can Prat... En aquest veïnat també hi ha el nucli urbà de Les Faldes del Montseny d'uns 1100 habitants. El veïnat és travessat per la riera de Brugueres que desemboca al riu Mogent i es comunica per camins amb la Força de Vilamajor i per carretera amb els municipis de Cànoves i Samalús i Sant Antoni de Vilamajor.

Plantilla:Cal foto del Vallès Oriental